# Marshall Major Taylor
Marshall Walter Taylor (conocido como Major Taylor; Indianápolis, 26 de noviembre de 1878-Chicago, 21 de junio de 1932) fue un ciclista estadounidense que ganó el mundial de 1 milla (1,62 km) de ciclismo en pista en 1899 después de establecer numerosos récords mundiales. Fue el primer atleta afroestadounidense en alcanzar el nivel de campeón mundial y el segundo hombre negro en ganar un campeonato mundial, después del boxeador canadiense George Dixon.

## Biografía
Taylor recibió su primera bicicleta a los 12 años. Empezó a hacer ciclismo de habilidad y gracias a ello encontró un trabajo en una tienda de bicicletas. Realizaba sus trucos con uniforme de soldado, de ahí el apodo de “Major”.
Cuando tenía 13 años en 1891, Taylor ganó su primera carrera, un evento amateur en Indianápolis. Dos años más tarde, en 1893, Taylor ganó la milla (1,6 km) y estableció el récord amateur en pista. Sin embargo, fue abucheado y luego excluido de la pista a causa de su color.
Major Taylor ganó, como amateur, su primera carrera importante en 1895 a los 16 años. Las 75 millas (121 km) de ciclismo en ruta, cerca de su ciudad natal de Indianápolis (Indiana), llegó en medio de las amenazas raciales de sus competidores blancos.
Taylor fue expulsado de las carreras en bicicleta en Indiana una vez que comenzó a ganar. Hizo una gran reputación como El Ciclón Negro. En 1896, se trasladó a Nueva York, donde había más tolerancia. Trabajó como mecánico de bicicletas en la fábrica Manufacturing Company de Worcester, propiedad de Louis D. Munger "Birdie". También corría para el equipo de Munger. Después, Munger después se convirtió en su director deportivo. Ganó la liga de América Wheelmen de 1 milla (1,6 km), una carrera en New Haven.
Se convirtió en profesional en 1896, a los 18 años. Ya era considerado como un atleta formidable. Uno de sus mayores seguidores fue presidente Theodore Roosevelt. Su primera carrera es una de seis días en el Madison Square Garden en Nueva York y termina entre el top 10. En 1897 gana la milla en Blue Ribbon y los periódicos lo apodan The Worcester Whirlwind.
En 1898 obtiene 7 récords mundiales en las 0,25 millas y en las 2 millas. Queda en primer lugar en 29 de 49 carreras que disputó. En 1899 gana el campeonato del mundo y en seis semanas establece siete récord mundiales. El récord de la milla lo mantuvo durante 28 años, con un tiempo de 1 minuto y 41 segundos.
Taylor participó en una gira por Europa en 1902, donde entró en 57 carreras y ganó 40 de ellos, derrotando a los campeones de Alemania, Inglaterra y Francia. La carrera de Taylor fue muy celebrada en el extranjero, especialmente en Francia, sin embargo seguía retenida en el sur de Estados Unidos.
Taylor se retiró a los 32 años en 1910, diciendo que estaba cansado del racismo. Su consejo para los jóvenes afroestadounidenses que desearan emularlo fue que a pesar de que el ciclismo había sido el camino adecuado hacia el éxito para él, no lo recomendaría en general. En 2002 pasó a formar parte de la Sesión Inaugural del Salón de la Fama de la UCI.

## Medallero internacional
| Campeonato Mundial | Campeonato Mundial | Campeonato Mundial | Campeonato Mundial       |
| Año                | Lugar              | Medalla            | Competición              |
| ------------------ | ------------------ | ------------------ | ------------------------ |
| 1899               | Montreal (Canadá)  | Medalla de oro     | Velocidad individual (P) |